# Desenvolupament endogen
La teoria del desenvolupament endogen es basa a aconseguir una economia productiva per si mateixa és dir, que no depengui de la importació de matèries primeres i recursos naturals a l'exterior. Si els països emergents no l'assoleixen, quan esgoten els recursos naturals la seva economia s'ensorra, ja que anteriorment havia estat sustentada amb aquests.
Així mateix manté que el capital humà, la innovació i el coneixement contribueixen de manera significativa a potenciar el creixement. La teoria se centra també en les externalitats positives i en els efectes spillover que, per una economia basada en el coneixement, seran la base del desenvolupament econòmic. Defensa que certes polítiques poden tenir efectes positius en la taxa de creixement a llarg termini, tals com a subsidis a la recerca o a l'educació; ambdues incrementaran la taxa de creixement en alguns models en agregar un esperó a la innovació.
La consideració del model neoclàssic que el ritme de progrés tècnic ve determinat des de fora de l'esfera econòmica té escassa evidència empírica. En la teoria del creixement endogen, el progrés tècnic és el resultat d'inversions que els agents econòmics duen a terme amb l'objectiu d'obtenir un benefici. Aquesta teoria ha permès explicar per què l'economia dels països industrialitzats produeixen quantitats per capita molt majors que les de fa un segle. És també una teoria útil per als països subdesenvolupats en tant que ofereix una alternativa sense dependència en factors exògens.

## Diferències amb el model neoclàssic
Els factors diferenciadors fonamentals entre la teoria del creixement neoclàssica i la teoria del creixement endogen són els següents:
En els models neoclàssics, el creixement a llarg termini és independent de la política econòmica duta a terme i els seus efectes en el producte per capita són sol temporals, consideraven que l'Estat no pot jugar cap paper particular en el procés de creixement econòmic, mentre que per a la teoria del creixement endogen, la intervenció de l'Estat pot estimular el creixement en incitar als agents a invertir més en el progrés tècnic.
En el model neoclàssic, segons la hipòtesi de la productivitat marginal del capital decreixent, el creixement es paralitza en absència de progrés tècnic i de l'augment de població. Al contrari, en la teoria del creixement endogen es considera que la productivitat del capital no decreix quan l'estoc de capital augmenta i, per tant, es mantenen tornades creixent d'escala en lloc de rendiments de caràcter constant.
El model neoclàssic considerava que existia una tendència cap a la convergència entre els diferents països, mentre que la teoria del creixement endogen posa de manifest l'heterogeneïtat de les taxes de creixement entre els mateixos.
Factors que en el model neoclàssic solament afectaven al nivell d'ingrés, ara també afecten al nivell de creixement.

## Models de creixement endogen
A mitjan dècada de 1980, un grup de teòrics del creixement insatisfets amb els models neoclàssics que emfatitzaven els factors exògens van afavorir un model que va substituir la variable de creixement exogen (progrés tècnic indeterminat), per un les variables determinants del qual de creixement estaven explicitades en el model. La recerca inicial es va basar en el treball de Kenneth Arrow (1962), Hirofumi Uzawa (1965) i Miguel Sidrauski (1967). Paul Romer (1986), Lucas (1988), i Rebelo (1991) van ometre el canvi tecnològic. En el seu lloc, el creixement en els seus models es va lligar a inversió en capital humà que provocava un efecte spillover sobre l'economia i reduïa els rendiments decreixents de l'acumulació del capital. El 
El model AK, que és el model més senzill, suposa una taxa d'estalvi constant, un nivell fix de tecnologia i així mateix elimina els rendiments decreixents. No obstant això, la teoria es recolza amb models en els quals els agents determinen de forma òptima consum i estalvi, optimitzant la localització de recursos destinats a recerca i desenvolupament conduents al progrés tecnològic. Romer (1987, 1990) juntament amb les contribucions d'Aghion (1992) i Grossman i Helpman (1991), va incorporar mercats imperfectes i R+D.

## Model AK
El model treballa sobre la base de l'absència de rendiments decreixents del capital. La forma més simple de la funció de producció amb rendiments decreixents és:
{\displaystyle Y=AK\,}
on:
{\displaystyle A\,}, és una constant positiva que reflecteix el nivell de tecnologia.
{\displaystyle K\,} capital (en sentit ample per incloure el capital humà)
{\displaystyle y=AK\,}, output per capita, producte mitjà i marginal són constants al nivell {\displaystyle A>0\,}
Si substituïm {\displaystyle {\frac {f(k)}{k}}=A\,} en l'equació del model de transició dinàmic de Solow-Swan, que mostra com la renda per capita convergeix cap al seu valor d'estat estacionari i a la renda per capita d'altres nacions.
L'equació de transició dinàmica, on la taxa de creixement en {\displaystyle k\,} ve donada per,
{\displaystyle \gamma _{K}={\dot {k}}/k=s.f(k)/k-(n+\delta )\ ,}
substituint {\displaystyle A\,}, obtenim,
{\displaystyle \gamma _{K}=sA-(n+\delta )\ ,}
Tornem al cas de progrés tecnològic nul, {\displaystyle x=0\,},ja que ara es busca mostrar que el creixement per capita pot ocórrer en el llarg termini tot i que no hi hagi canvi tecnològic exogen. La figura 1.1 explica que el creixement perpetu amb progrés tecnològic exogen. La distància vertical entre les dues línies, {\displaystyle sA\,}and n+δ gives the{\displaystyle \gamma _{K}\,}
Com {\displaystyle sA>\,}n+δ, doncs{\displaystyle \gamma _{K}>0\,}. Atès que les dues línies són paral·leles, {\displaystyle \gamma _{K}\,}és constant; en particular, és independent de {\displaystyle K\,}. En altres paraules,{\displaystyle K\,} sempre creix a una taxa estacionària,{\displaystyle \gamma _{K}^{*}=sA-(n+\delta )\ ,}.
Donat
{\displaystyle y=AK\,},{\displaystyle \gamma _{K}\,} equals {\displaystyle \gamma _{K}^{*}\,}
en qualsevol moment temporal. Endemés, considerant
{\displaystyle c=(1-s)y\,},
la taxa de creixement de
{\displaystyle c\,} iguala a {\displaystyle \gamma _{K}^{*}\,}.
Per tant, tota la variable per capita creix a la mateixa taxa, donada per
{\displaystyle \gamma ^{*}=sA-(n+\delta )\ ,}
Tanmateix, podem observar que {\displaystyle y=AK\,} la tecnologia mostra un creixement a llarg termini positiu sense que existeixi desenvolupament tecnològic exogen. El creixement per capita depèn de factors lligats al comportament del model com la taxa d'estalvi i la població. A diferència del model neoclàssic, que implica majors estalvis, es fomenta un creixement per capita a llarg termini més alt {\displaystyle \gamma ^{*}\,}.

## Teoria del creixement endògena versus exògena
En els models de creixement neoclàssics, la taxa de creixement a llarg termini es determina de manera exògena o bé per l'estalvi Model de Harrod-Domar) o bé pel progrés tècnic (Model de Solow). No obstant això l'origen les taxes d'estalvi i progrés tècnic roman incògnit. La teoria de creixement endogen intenta donar llum construint un model macroeconòmic que traspassa les fronteres dels fonaments microeconòmics. Se suposa que les llars maximitzen una funció d'utilitat subjecta a una restricció pressupostària mentre que les empreses, al seu torn, maximitzen una funció de beneficis. L'èmfasi es posa en la producció de noves tecnologies i al capital humà. La força motriu del creixement pot ser tan simple com una funció de producció amb rendiments a escala constants (model AK) o més complexa introduint efectes spillover, un creixent nombre de béns, qualitat creixent etc.
Sovint la teoria endògena suposa una productivitat marginal del capital constant a nivell agregat, o si més no que el seu límit no tenda a zero. Això no comporta que empreses més grans siguin més productives que les més petites, ja que a nivell empresarial el producte marginal del capital és decreixent. Per tant, només és possible construir models endogens amb competència perfecta. Però, en molts models la suposició de competència perfecta es relaxa i permet que hi hagi cert grau de poder monopòlic. En general el model dels monopolis en aquests models prové de les patents. Se suposa que les empreses dedicades a la recerca i desenvolupament són capaços d'obtenir beneficis venent idees a empreses productores, però la llibertat d'entrada implica que els beneficis es canalitzen en més R+D.

## Implicacions
La teoria endògena implica que les polítiques que condueixin a una major obertura econòmica, competència, canvi i innovació fomentaran el creixement. En aquest sentit, les polítiques que tinguin per efecte la restricció o lenificació del canvi fruit de la protecció o de l'afavoriment d'indústries o empreses existents seran la causa que el creixement es redueixi perjudicant la societat. Peter Howitt ha escrit sobre aquest tema:
| «                                                                           | El creixement econòmic sostingut és a tot arreu un procés de contínua transformació. El tipus de progrés econòmic que han experimentat les nacions més riques des de la Revolució Industrial no hauria estat possible si la gent no hagués estat sotmesa a canvis. Les economies que detenen la transformació es condemnen a desviar-se de la senda del creixement econòmic. Els països que més mereixen l'apel·latiu d'"en desenvolupament" no són els més pobres del món, sinó els més rics. Necessiten situar-se en l'inacabable procés de desenvolupament econòmic si volen seguir gaudint de prosperitat. | » |
| — .(Conclusion, "Growth and development: a Schumpeterian perspective", 2006 | |   |

## Crítiques
Uns de les principals fallades de la teoria endògena és la seva incapacitat per explicar la convergència condicional observada empíricament. Una altra crítica freqüent enfila amb el supòsit de rendiment decreixents. Alguns autors postulen que la "nova teoria del creixement" no ha demostrat ser molt més reeixida que la teoria exògena per explicar la divergència de renda entre els països en desenvolupament i els països desenvolupats (malgrat ser generalment més elaborat).